# Frankfurter Rundschau
Frankfurter Rundschau (FR, Франкфуртський оглядач, вимовляється — Франкфуртер рундшау) — надрегіональна газета Німеччини, виходить з 1945.
Газета була заснована сімома видавцями, які отримали ліцензію від американської окупаційної влади. Проте через нетривалий час власниками залишилися тільки два видавці: соціал-демократ Карл Герольд та комуніст Арно Рудерт. Герольд був дуже впливовим у політичних колах Федеративної Республіки. Він з 1954 по 1973 був єдиним власником, видавцем і головним редактором газети.
У 1975 газета перейшла до фонду Карла Герольда. За одну ніч радикально змінилася політична лінія газети: з «ліволіберальної», як вона сама себе визначала, вона стала газетою, що виступає «за постійні реформи нашого суспільства».
Популярність газети була найвищою у 1960-ті роки, коли вона підтримувала й очолювала студентські заворушення.

## Історія
Frankfurter Rundschau була заснована після закінчення Другої світової війни, 1 серпня 1945 року. Головними редакторами стали Еміль Карлебах, Ханс Этцкорн, Вільгельм Карл Герст, Отто Гроссман, Вільгельм Кноте, Пауль Родеман і Арно Рудерт. Більшість з них були соціал-демократами і комуністами, що складалися під час війни в партизанських рухах, або перебували у вигнанні країни або концтаборах. Газета стала першим щоденним виданням в американському секторі, розташувавшись в приміщенні редакції газети Frankfurter Zeitung, яка була заборонена Третім рейхом у 1943 році. З початком холодної війни всі комуністи були змушені покинути редакцію газети під тиском Сполучених Штатів. У 1946 році в редакцію прийшов соціал-демократ Карл Герольд. Після смерті Арно Рудерта в 1954 році Герольд став єдиним видавцем газети, де працював до своєї смерті в 1973 році. У його честь був названий фонд, який фінансував Frankfurter Rundschau до 2004 року.

## Молода редакція
В редакції Frankfurter Rundschau є відділ молодих редакторів FRiSCH (нім. FR in der Schule — «FR в школі»), у якому працюють молоді люди у віці від 15 років до 21 року, чиї статті публікуються у відповідному розділі газети, а також на її сайті. Спонсорами проекту були Fraport і MCdonald's, хоча в 2008 році mcdonald's припинив співпрацю з FR.
Разом з видавництвом Marix редакція FR випускає науково-популярні книжки на теми з галузей політики, історії та культури.

## Скандальна помилка
3 серпня 2004 року видавництво ухвалило рішення зупинити поширення свіжого номера і навіть обміняти близько 61 тисячі розісланих примірників. Це було пов'язано з тим, що в заголовку газети сталася помилка, і фотографія американського режисера Вуді Аллена перекрила початок словосполучення unabhängige Tageszeitung (незалежна щоденна газета), так що залишилося тільки abhängige Tageszeitung (залежна щоденна газета). Редакція принесла свої вибачення читачам газети і пояснила пригода технічною несправністю, незважаючи на критику з боку видавця німецької газети Die Zeit.

## Обсяг і формат
Frankfurter Rundschau виходить з понеділка по суботу на 48 сторінках. По середах у газету входить вкладка з приватними оголошеннями, по суботах — розділ про подорожі. Тираж газети становить понад 160 тисяч примірників.